# Elacatinus figaro
Elacatinus figaro är en fiskart som beskrevs av Sazima, Moura och Rosa, 1997. Elacatinus figaro ingår i släktet Elacatinus och familjen smörbultsfiskar. Inga underarter finns listade i Catalogue of Life.